# Archive of Our Own
Archive of Our Own (Vårt eget arkiv, ofta förkortat AO3) är ett ideellt open source webarkiv för fanfiction. Sidan startade 2008 av Organization for Transformative Works (Organisationen för transformativa verk). I september 2022 passerade man 5 miljoner registrerade användare och i oktober samma år innehöll arkivet över 10 miljoner publicerade verk fördelade över 50 000 fandoms. I november 2024 nådde arkivet över 14 miljoner publicerade verk. Två miljoner av dessa har tillkommit under det senaste året.
År 2019 vann arkivet en Hugo för Best Related Work. Priset mottogs av arkivets medgrundare Naomi Novik under prisceremonin på Worldcon i Dublin, som också bad alla fanfiction-författare i publiken att resa sig upp för att dela äran. Priset blev uppmärksammat inom fanfiction-communityt.
Hugoprisets arrangörer valde senare samma år att gå ut med ett klargörande om att priset tilldelades webbplatsen i en kategori som brukar gå till olika projekt som främjar fantastik, inte till de individuella fanfiction-verk som ryms inom arkivet.

## Historia
Idén att grunda Archive of Our Own kom i maj 2007 efter att ett kommersiellt företag, FanLib, gjorde försök att rekrytera fanfiction författare. Idén var att skapa en plats att publicera och arkivera fanfiction på fansens egna villkor. Arkivet skulle drivas ”BY fanfic readers FOR fanfic readers”, det vill säga av fanfictionläsare för fanfictionläsare. Bara dagar efter att idén nämnts registrerades domännamnet archiveofourown.org som fortfarande används.
Sidan öppnade i stängd beta i oktober 2008, och i öppen beta i november 2009. Då, som nu, är medlemskap ett krav för att få lägga upp något på sidan och inbjudan behövs för att få bli medlem.
I oktober 2016 hade Archive of Our Own en miljon registrerade använder, och i april 2017 passerade man tre miljoner verk.

## Upplägg
Archive of Our Own startade som en plats för fanfiction, och är fortfarande främst textbaserad, men tillåter inbäddning av videor, olika former av konst, samt podfic – fanfictionbaserade ljudböcker.
Arkivet har ett tagbaserat kategoriseringssystem som underlättar att söka reda på material inom olika kategorier, eller undvika vissa typer. Allt som läggs upp på Archive of Our Own måste vara taggat med fandom och en klassificering för vilken åldersgrupp innehållet är lämpligt. Användaren måste även välja en av följande varningar: 
- Choose Not To Use Archive Warnings (Välj att inte använda arkivets varningar)
- Graphic Depictions Of Violence (Starka beskrivningar av våld)
- Major Character Death (Viktig person dör)
- No Archive Warnings Apply (Ingen av arkivets varningar gäller)
- Rape/Non-Con (Våldtäkt/inget samtycke )
- Underage (Sex med minderårig )

Vidare kan användaren lägga till taggar för exempelvis vilka karaktärer som är med, vilka inbördes relationer de har, samt fritext-taggar. Allt för att göra det lättare för läsare att hitta verket. Archive of Our Owns användarvillkor slår fast att användarna får lägga upp vilket material som helst så länge det är lagligt.
Taggarna (framförallt fritext-taggarna) gås igenom, sammanställs och knyts samman av så kallade ”Tag Wranglers” (taggorganiserare) som arbetar ideellt åt Organization for Transformative Works.

## Innehåll
I februari 2017 var de fandoms med flest publicerade fanfictions Marvel Cinematic Universe, Supernatural, Harry Potter, Sherlock och Teen Wolf. Noteras bör dock verk taggade med Marvel Cinematic Universe och Sherlock ofta dyker upp i relaterade fandomtaggar så som exempelvis "Marvel" och "Sherlock Holmes & related fandoms", samt att fandomkategorin "Real Person Fiction", det vill säga fanfiction skrivna om riktiga personer, kom på fjärde plats i underlaget, men räknas sällan som en enhetlig fandom då de ofta handlar om olika människor.